# Pogrzeb patriarchy Włodzimierza
Podczas pogrzebu patriarchy Włodzimierza 18 lipca 1995 roku w centrum Kijowa doszło do starć między wiernymi Ukraińskiego Kościoła Prawosławnego Patriarchatu Kijowskiego a siłami porządkowymi. Spowodowane były one odmową władz do wydania zezwolenia na pochówek patriarchy na terenie Soboru Sofijskiego, a także brutalnymi działaniami funkcjonariuszy jednostki specjalnej milicji Berkut oraz żołnierzy wojsk wewnętrznych MSW Ukrainy. Wydarzenia te znane są także jako czarny wtorek lub krwawy wtorek.

## Tło
14 lipca 1995 roku patriarcha Kijowa i całej Rusi-Ukrainy Włodzimierz (zwierzchnik Ukraińskiego Kościoła Prawosławnego Patriarchatu Kijowskiego, ówcześnie nieuznawanego przez inne Cerkwie za kanoniczny) został znaleziony martwy. 17 lipca odbyło się nabożeństwo pogrzebowe. Kierownictwo Patriarchatu Kijowskiego postanowiło pochować zmarłego 18 lipca na terenie kijowskiego soboru Mądrości Bożej (Sofijskiego). Ze strony rządu pogrzebem zajął się wicepremier Iwan Kuras, który nie udzielił zgody na pochówek, powołując się na to, że sobór Mądrości Bożej jest zabytkiem historyczno-architektonicznym pod ochroną UNESCO oraz zaproponował pochowanie Włodzimierza na cmentarzu Bajkowa, gdzie spoczywa wielu zasłużonych Ukraińców. Przedstawiciele Ukraińskiej Cerkwi Prawosławnej Patriarchatu Kijowskiego początkowo zgodzili się na tę propozycję.
Według ówczesnego premiera Jewhena Marczuka, 17 lipca 1995 roku prezydent Ukrainy Łeonid Kuczma – w obecności samego Marczuka i jednego z przewodniczących parlamentu – wydał rozkaz zapobieżenia pogrzebowi patriarchy na terytorium soboru Sofijskiego. Zdaniem premiera w tym czasie Administracja Prezydenta pozostawała w ścisłym kontakcie z Ukraińskim Kościołem Prawosławnym Patriarchatu Moskiewskiego, kosztem relacji z nieuznawanym przez nią Ukraińskim Kościołem Prawosławnym Patriarchatu Kijowskiego.

## Pogrzeb
W dniu pogrzebu patriarchy, 18 lipca, Łeonid Kuczma udał się na Białoruś, a Jewhen Marczuk w podróż służbową do obwodu kijowskiego. Tego samego dnia, powołany dwa tygodnie wcześniej minister spraw wewnętrznych Jurij Krawczenko poinformował o braku jakichkolwiek ograniczeń dla organizacji pogrzebu i potwierdził zgodę na pochowanie patriarchy na cmentarzu Bajkowa.
Kondukt pogrzebowy wyruszył z soboru Świętego Włodzimierza. Po dotarciu do ulicy Wołodymyrskiej procesja skręciła nie w stronę cmentarza Bajkowa, ale w lewo – w stronę soboru Sofijskiego. Według Jewhena Marczuka decyzję o zmianie kierunku podjęli posłowie Łeonid Krawczuk i Mykoła Porowski. Na ulicy Wołodymyrskiej na procesję czekał kordon milicji, który nie chciał jej przepuścić, mimo wezwań duchownych prawosławnych oraz ukraińskich posłów. W odpowiedzi na próbę przebicia kordonu przez siły UNA-UNSO funkcjonariusze Berkutu użyli gumowych pałek i gazu łzawiącego, co jednak nie pomogło im opanować sytuacji.
Po przebiciu się przed kordon milicyjny i dotarciu do soboru Mądrości Bożej procesja zatrzymała się przy zamkniętych bramach, widząc duże zgromadzenie milicji w samej świątyni. Około godziny 16:30 działacze UNA-UNSO rozpoczęli kopanie grobu na prawo od wejścia do katedry, tuż przy chodniku, rozbijając asfalt. O godzinie 19:20, kiedy ciało patriarchy znajdowało się już w grobie, z bram świątyni wyszli funkcjonariusze jednostki specjalnej Berkut i zaczęli przepędzać z placu ludzi przy użyciu przemocy fizycznej. Według UNA-UNSO polecenie dotyczące „czyszczenia placu” wydał pierwszy zastępca szefa Głównego Zarządu Ministerstwa Spraw Wewnętrznych w Kijowie, W. Budnikow.
Przez pewien czas członkowie UNA-UNSO wraz z wiernymi powstrzymywali natarcie milicji, ale później plac zapełnił się milicjantami, którzy według naocznych świadków bili leżących i darli ukraińskie flagi. Około godziny 22:00 milicjanci zakończyli pilnowanie grobu, a uczestnicy procesji mogli zasypać go ziemią. Wszyscy zatrzymani zostali przewiezieni na komendę milicji rejonu szewczenkowskiego. Według UNA-UNSO niektórzy uczestnicy zajść byli torturowani.
Według Ministerstwa Zdrowia Ukrainy w ciągu trzech dni po zdarzeniu 42 cywilów biorących udział w pogrzebie uzyskało pomoc medyczną, przy czym 20 z nich było hospitalizowanych (w tym jedna w stanie ciężkim na oddziale intensywnej terapii, oraz cztery w stanie umiarkowanym). Rannych zostało także 40 milicjantów. 13 z nich trafiło do szpitala.

## Śledztwo i reakcje

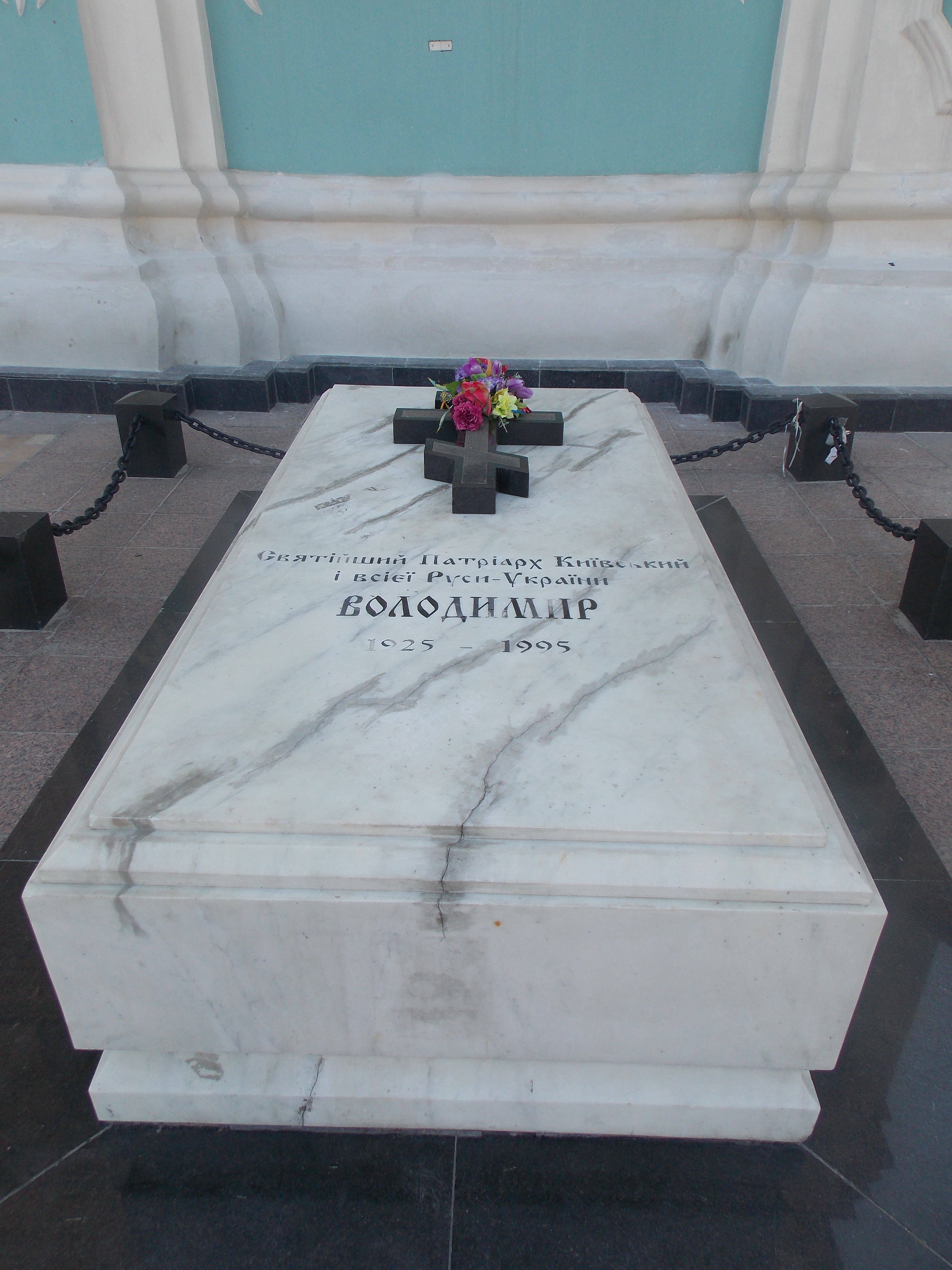
Grób patriarchy Włodzimierza przed Soborem Sofijskim (2013)

Prokuratura miasta Kijowa wszczęła sprawę karną, która zakończyła się w maju 1996 roku. Śledztwo wykazało, że w działaniach funkcjonariuszy Berkutu i Budnikowa nie było znamion przestępstwa, w związku z czym sprawa karna została umorzona.
Prezydent Kuczma stwierdził, że nie wiedział o biciu ludzi, zrzucając całą odpowiedzialność na premiera Marczuka. Ten z kolei zrzucił odpowiedzialność na prezydenta, stwierdzając, że Kuczma wrócił na Ukrainę wieczorem 18 lipca, ale nie udał się do Administracji Prezydenta, tylko do Konczy-Zaspy, gdzie mieści się rezydencja Prezydenta Ukrainy.
Użycie siły przez ukraińską milicję wobec wiernych było ostro krytykowane i relacjonowane w europejskich mediach. Natomiast hierarcha Rosyjskiego Kościoła Prawosławnego, ówczesny metropolita smoleński i królewiecki Cyryl, stwierdził, że przyczyną pobicia był rozłam w Kościele, sugerując, że odpowiedzialność za wydarzenia leży po stronie niekanonicznego ówcześnie Patriarchatu Kijowskiego.

## Upamiętnienie
18 lipca 2005 roku na placu Sofijskim w Kijowie odbyły się obchody upamiętniające wydarzenia z 1995 roku, zorganizowane przez UNA-UNSO.